# Médaille d’Or Paul Chibret

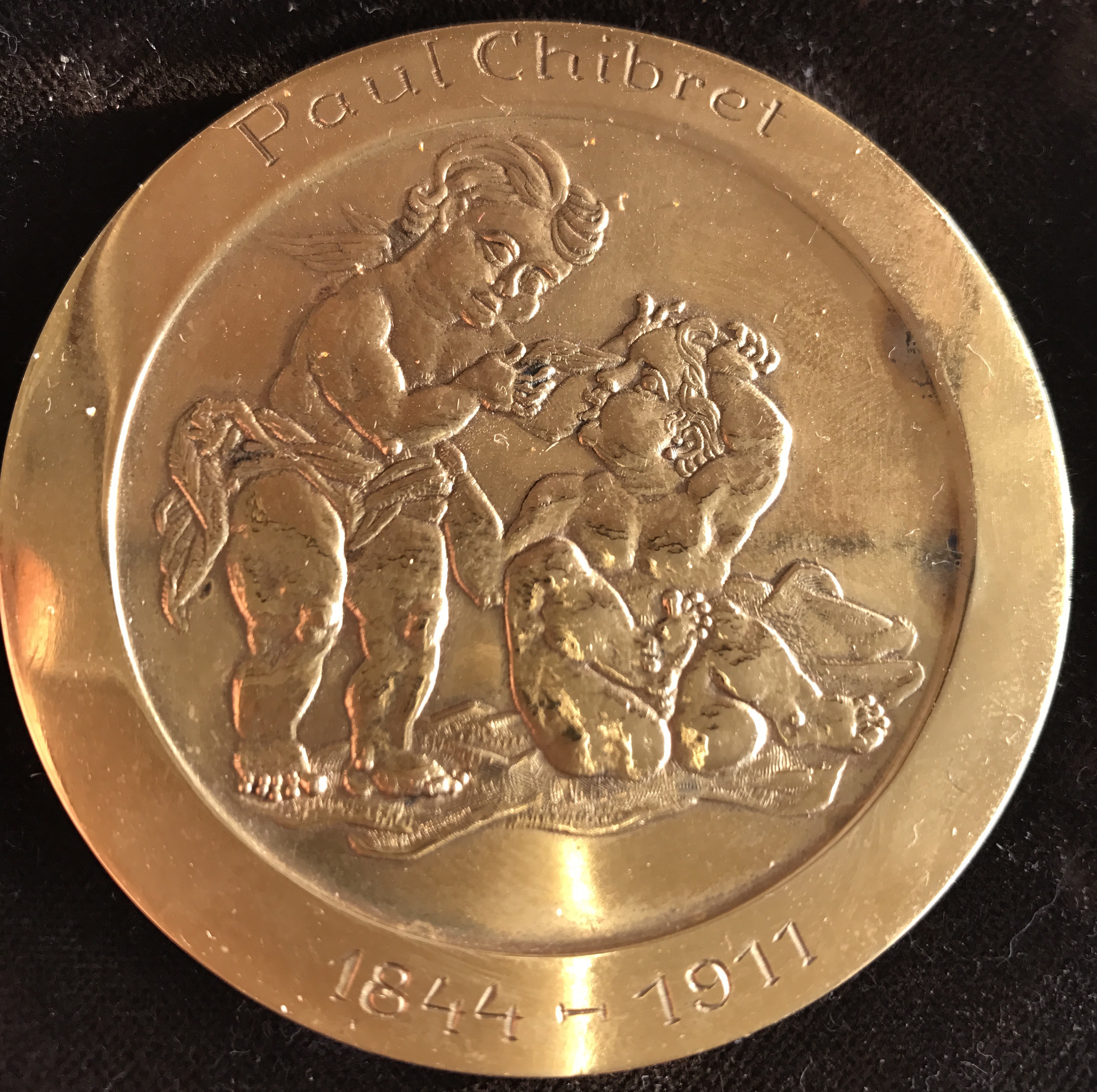
Médaille d’Or Paul Chibret

Die Médaille d’Or Paul Chibret ist eine Auszeichnung für Persönlichkeiten, die sich auf dem Gebiet der internationalen Augenheilkunde verdient gemacht haben. Speziell die Zusammenarbeit französischer und deutscher Wissenschaftler wird gewürdigt. Die Auszeichnung ist nicht zu verwechseln mit dem Chibret Award.
Die Verleihung der Medaille ist verbunden mit einem Gaststipendiums einer/s wissenschaftlichen Assistentin/en im Partnerland.

## Historischer Hintergrund
Die Medaille gedenkt Paul Chibret (1844–1911), Mitbegründer und ersten Präsidenten der französischen Ophthalmologischen Gesellschaft (Société Française d’Ophtalmologie, SFO). Dieser wirkte in den Statuten auf eine versöhnliche Atmosphäre zwischen Deutschen und Franzosen, ermöglichte den Auftritt von Theodor Axenfeld auf der wichtigsten Veranstaltung der SFO als Rapporteur 1906 und die Teilnahme von Augenärzten aus Lothringen und dem Elsass an den Jahrestagungen in Paris. Zur Vermeidung von Terminkonflikten mit den Deutschen Gesellschaften wird die Tagung der SFO stets im Mai abgehalten.

## Sponsoring

### 1974–2010: Chibret Pharma
Paul Chibret ermunterte seinen Neffen Henry Chribret (Apotheker) zur Herstellung und Neuentwicklung von Ophthalmika (Augentropfen).  Hieraus entstand das große Familienunternehmen Chibret, welches 1969 in den multinationalen Konzern MSD fusionierte, aber weiterhin für sehr wertvolle Markteinführungen insbesondere in der Glaukomtherapie verantwortlich war. Chibret Deutschland mit Sitz in Haar bei München ist Stifterin der Medaille.
Seit 2008 zieht sich der Gesamtkonzern MSD aus der Augenheilkunde zurück.

### Seit 2013: Théa Pharma
Henry Chibrets Enkel Henri gründete 1994 die Firma Théa, die sich wieder auf Ophthalmika spezialisierte. Die Firma übernimmt nach dem Rückzug von MSD aus dem Augenbereich das Sponsoring.

## Träger der Medaille
Quelle:
- 1974 – Fritz Hollwich, Münster
- 1976 – Hans Remky, München
- 1978 – Albert Bronner, Strasbourg
- 1979 – Wolfgang Straub, Marburg
- 1980 – Henri Saraux, Paris
- 1981 – Pierre Amalric, Albi
- 1983 – Rudolf Klöti, Zürich (CH)
- 1984 – Frederic.C. Blodi, Iowa (USA)
- 1985 – Jean Royer, Geneuille
- 1986 – Jean Michiels, Louvain (B)
- 1989 – Josef Wollensak, Berlin
- 1990 – Mireille Bonnet, Lyon
- 1991 – Herbert Baurmann, Königswinter
- 1992 – Jean Luc Seegmuller, Strasbourg
- 1993 – Rolf Grewe, Münster
- 1994 – Henri Hamard, Paris
- 1995 – Christian Hartmann, Berlin
- 1996 – Hubert Bourgeois, Paris
- 1997 – Hellmut Neubauer, Köln
- 1998 – Gisèle Soubrane, Créteil
- 1999 – Klaus Dilger, Ingolstadt
- 2000 – Jean Flament, Strasbourg
- 2001 – Holger Busse, Münster
- 2002 – Jean Paul Adenis, Limoges
- 2003 – Anselm Kampik, München
- 2004 – Jean Dufier, Paris
- 2005 – Peter Rieck, Berlin
- 2006 – Jean Louis Arne, Toulouse
- 2007 – Gabriele Lang, Ulm
- 2008 – Serge Morax, Neuilly
- 2009 – Franz Grehn, Würzburg
- 2010 – Jean-Antoine Bernard, Paris
- 2011 – Günter K. Krieglstein
- 2012 – Pierre-Yves Robert, Limoges
- 2013 – Thomas Reinhard, Freiburg
- 2014 – Carl Arndt, Reims
- 2015 – Berthold Seitz, Homburg/Saar
- 2017 – Frank Holz, Bonn
- 2018 – Jean-Marc Pérone, Metz-Thionville
- 2019 – Claus Cursiefen, Köln
- 2021 – Gerd Geerling, Düsseldorf
- 2023 – Nikolaos Bechrakis, Essen